# Organy w bazylice św. Elżbiety we Wrocławiu

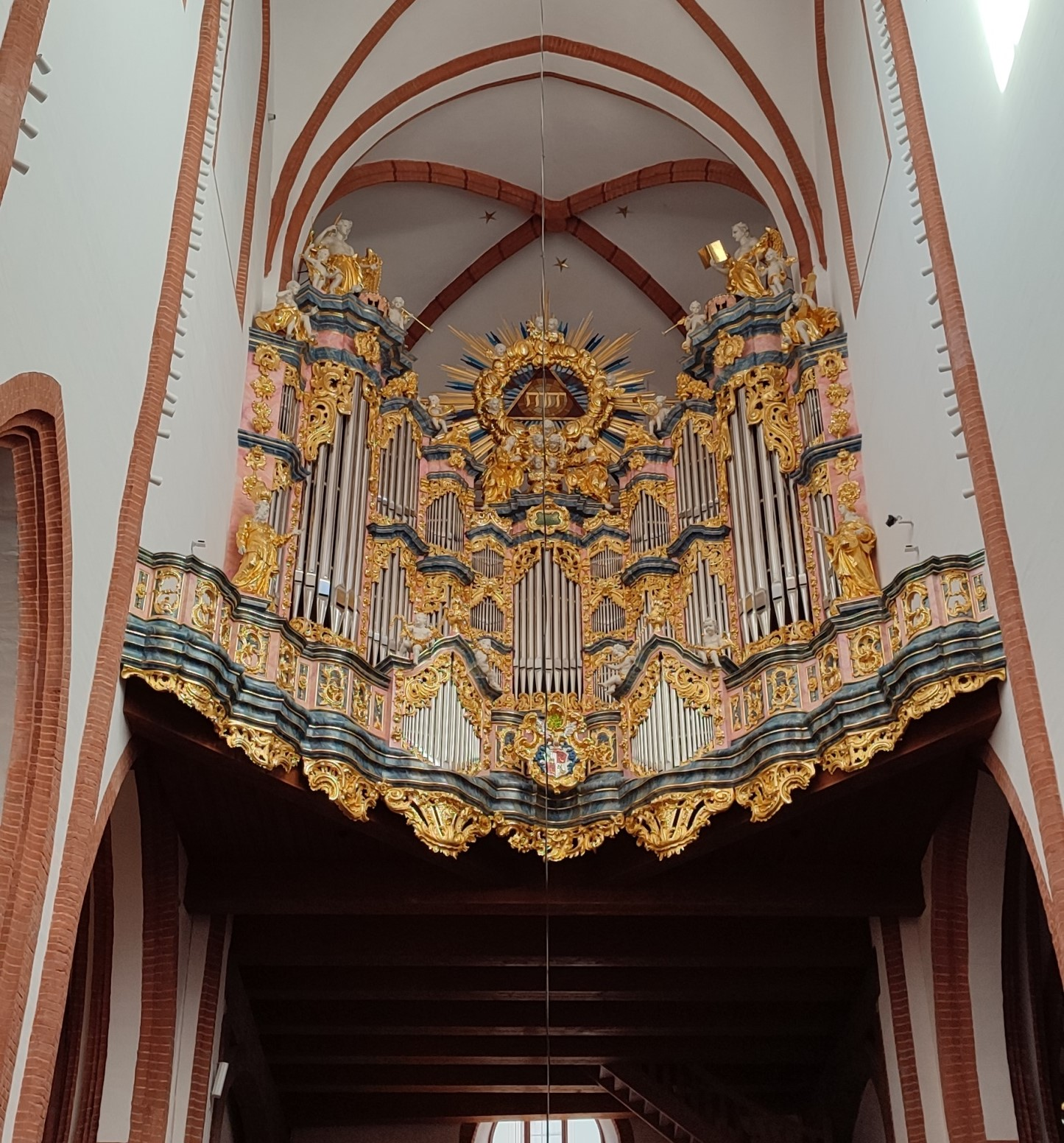
Prospekt zrekonstruowanych organów w bazylice św. Elżbiety we Wrocławiu

Organy w bazylice św. Elżbiety we Wrocławiu – 56-głosowe organy zbudowane w latach 2018–2022 w bazylice św. Elżbiety we Wrocławiu. Stanowią efekt najszerzej zakrojonej rekonstrukcji instrumentu organowego w powojennej historii Polski, przeprowadzonej przez konsorcjum firm Orgelbau Klais Bonn, Manufacutre d’Orgues Thomas oraz Zych Zakłady Organowe. 

## Historia instrumentarium kościoła (przed 1750)
Pierwszym odnotowanym w źródłach pisanych instrumentem w bazylice św. Elżbiety był niewielki pozytyw z 1408 r. autorstwa Petera von Ohle. W 1414 r. Konrad von Lobenstein wykonał drugi podobny instrument. Oba zlokalizowane były w prezbiterium kościoła. W 1 poł. XV w. w pobliżu istniejących pozytywów Martin Tibnitz z Opola wybudował tzw. organy główne. Instrument ten już w 1450 r. zastąpiony został nowym, wzniesionym przez Stephana Kaschendorfa. Nowe organy przetrwały znacznie dłużej, doczekując się remontów i przebudów w latach 1546–1547, 1603, 1617 i 1619. W latach 1627–1629 Wilhelm Haupt wykonał na bazie organów Kaschendorfa nowy instrument. Uległ on zniszczeniu wraz z zawaleniem się kolumn nawy północnej kościoła w 1649 r. W roku 1652 podjęto budowę nowego instrumentu organowego. Rozpoczęte przez Nikolausa Kassnera dzieło ukończone zostało w 1655 r. przez Christiana Crella. Organy posiadały 35 głosów i bogatą oprawę artystyczną w duchu baroku. Instrument wyremontowany został w 1712 r. przez Adama Horatio Caspariniego, który równocześnie konstruował nowy, oddany do użytku w 1718 r. instrument o 13 głosach, mający służyć kościelnemu chórowi.

## Organy Michaela Englera Młodszego
21 września 1750 r. podpisano umowę na realizację nowego instrumentu w bazylice. Wykonawcą wybrano Michaela Englera Młodszego. Budowa instrumentu rozpoczęła się w 1752 r. Prace stolarskie powierzono Mathiasowi Christophowi Hollandowi, zaś snycerką i rzeźbami zajęli się Johann Albrecht Siegwitz oraz Leopold Jäschke. Ze względu na śmierć Englera dokończeniem instrumentu zajęli się syn Gottlieb Benjamin Engler oraz zięć Carl Gottlieb Ziegler. Koszt budowy instrumentu wyniósł gminę luterańską 9946 talarów. Koszty prac malarskich i pozłotniczych pokryte zostały przez Friedricha Wilhelma Brechera, natomiast polichromie ufundował Christian Gottlieb von Riemer und Riemberg. Gotowy instrument odebrano 24 września 1761 r.
Dzieło Michaela Englera Młodszego, Gottlieba Benjamina Englera i Carla Gotlieba Zieglera posiadało 54 (56) głosy, na które składało się 3077 piszczałek – 2279 metalowych, 462 drewniane oraz 336 cynowych. Rozdysponowane były między trzy manuały i klawiaturę nożną. Traktura gry i registrów była mechaniczna, a powietrze dostarczane było do instrumentu z 8 miechów. Prospekt organów o wysokości 16,6 metra wzorowany był na instrumencie Englera w kolegiacie św. Mikołaja w Brzegu. Przedstawiał on klasyczny typ śląski i cechował się bogatym programem rzeźbiarskim w duchu baroku.

### Dyspozycja organów w roku 1761 (również od 2022)
| Lp. | Haupt Manual         | Brust Clavier            | Rück Positiv           | Pedal                   |
| --- | -------------------- | ------------------------ | ---------------------- | ----------------------- |
| 1   | Principal 8 Fuβ      | Principal 8 Fuβ          | Principal 8 Fuβ        | Principal 16 Fuβ        |
| 2   | Gembs Horn 8 Fuβ     | Flauto Traverso 8 Fuβ    | Quintadena 8 Fuβ       | Principal 8 Fuβ         |
| 3   | Salicet 8 Fuβ        | Rohr Flaute 8 Fuβ        | Flaute Allemande 8 Fuβ | Salicet 16 Fuβ          |
| 4   | Salicet 16 Fuβ       | Unda Maris 8 Fuβ         | Flaute Amabile 8 Fuβ   | Violon Bass 16 Fuβ      |
| 5   | Bordun Flaute 16 Fuβ | Flaute Minor 4 Fuβ       | Octave 4 Fuβ           | Sub Bass 16 Fuβ         |
| 6   | Quintadena 16 Fuβ    | Spitz Flaute 4 Fuβ       | Quinte 3 Fuβ           | Quintadena 16 Fuβ       |
| 7   | Violon 16 Fuβ        | Octave 4 Fuβ             | Super Octave 2 Fuβ     | Flaut 8 Fuβ             |
| 8   | Flaute Major 8 Fuβ   | Quinte 3 Fuβ             | Cimbel 2 Fach          | Gembs Horn Quinte 6 Fuβ |
| 9   | Octave 4 Fuβ         | Super Octave 2 Fuβ       | Mixtur 4 Chor 1½ Fuβ   | Super Octave 4 Fuβ      |
| 10  | Nachthorn 4 Fuβ      | Sesquialtera 2 Fach 1 Fu | Hautbois 8 Fu          | Mixtur 5 chor 3 Fu      |
| 11  | Quinte 3 Fuβ         | Quinta 1½ Fuβ            |                        | Major Bass 32 Fuβ       |
| 12  | Super Octave 2 Fuβ   | Sedicima 1 Fuβ           |                        | Posaune 32 Fuβ          |
| 13  | Vox Humana 8 Fuβ     | Mixtur 4 Chor 1½ Fuβ     |                        | Posaune 16 Fuβ          |
| 14  | Cimber 3 Chor 1½ Fuβ | Chalumeau 8 Fuβ          |                        | Trompete 8 Fuβ          |
| 15  | Mixtur 6 Chor 2 Fuβ  |                          |                        |                         |
| 16  | Trompete 8 Fuβ       |                          |                        |                         |

Źródło: Bogdan Tabisz, Działalność organmistrzowska rodziny Englerów. Studium historyczno-instrumentoznawcze.

## Historia organów w latach 1800–1976
Organy Michaela Englera Młodszego remontowane i przebudowywane były w latach 1806 (Johann Gottlieb Benjamin Engler), 1828–1830 (J.Ch.B. Müller), 1847 (Alexander Lummert), 1867–1870 (Eduard Horn), 1876–1879 (Schlag & Söhne), 1907 (Schlag & Söhne), 1939–1941 (Sauer)
Efektem przebudów było powstanie instrumentu o 91 głosach rozdzielonych między cztery manuały i klawiaturę nożną. Według sprawozdania z odbioru organów tylko 8 głosów przypisać można było Michaelowi Englerowi. Ze względu na relatywnie nieduże uszkodzenie kościoła św. Elżbiety podczas oblężenia Wrocławia w 1945 r. organy nie wymagały prac remontowych. Do 1976 r. nie przeprowadzono żadnej renowacji na większą skalę.
Organy spłonęły doszczętnie w pożarze bazyliki św. Elżbiety 9 czerwca 1976 r.

## Obecny instrument
Instrument, który znajduje się obecnie w bazylice św. Elżbiety, zainaugurowano 27 stycznia 2022 r. Jest on wierną rekonstrukcją organów Michaela Englera Młodszego w ich oryginalnym kształcie. Inicjatywą odbudowy organów zainteresowane były władze miejskie, które zadeklarowały pełne sfinansowanie rekonstrukcji. Kwota, którą wydzielono z budżetu na ten cel, wyniosła 20 mln zł. Na mocy przetargu z 15 grudnia 2017 r. wyłoniono konsorcjum trzech firm – niemieckiej Orgelbau Klais Bonn Johannes Klais Orgelabau GmbH & Co. KG (lider konsorcjum), belgijskiej Manufacutre d’Orgues Thomas (partner konsorcjum) oraz polskiej Zych Zakłady Organowe Dariusz Zych (partner konsorcjum), które zobowiązane zostało do wykonania nowego instrumentu.
Zrekonstruowany instrument ma 54 głosy rozłożone na trzy manuały i klawiaturę nożną. Odtworzono także dwa głosy specjalne – Paucken i Glockenspiel 8 Fuβ. Do urządzeń pomocniczych zaliczyć można tzw. Calcanten-Glöcklein oraz odsłaniane za pomocą wyciągu przy registrach lustro odbijające widok ołtarza. Działanie organów oparto na trakturze mechanicznej (zarówno traktura gry, jak i rejestrów). Prospekt wyposażono w 22 złocone figury z przedstawieniami postaci ludzkich, aniołów, putt. Odtworzono wszystkie elementy dekoracji snycerskich – girlandy, kotary, promienistą glorię. Instrument można więc uznać za wierną kopię organów wybudowanych w XVIII w. przez Michaela Englera. Jedynymi rozwiązaniami kompromisowymi wynikającymi ze współczesnych realiów wykonawstwa literatury organowej oraz akompaniamentu liturgicznego są:
- zastosowanie dmuchawy elektrycznej pozwalającej na korzystanie z instrumentu bez pracy kalikantów (rozwiązanie współcześnie standardowe),
- uzupełnienie klawiatur o dźwięk Cis i rozszerzenie skali do dźwięku f³. Klawisze wychodzące poza skalę przyjęta przez M. Englera wykonano z jasnego drewna (reszta klawiatury posiada odwrotny układ kolorystyczny),
- przyjęcie wysokości stroju: a’ = 440 Hz (temperacja Bach-Lohmann)

Instrument systematycznie wykorzystywany jest podczas finansowanych przez Urząd Miejski we Wrocławiu koncertów.